# Turjak
Turjak je naselje v Občini Velike Lašče, okoli Turjaškega gradu. Ime Tur naj bi dobil po danes izumrlem govedu turu, ki je tudi upodobljeno v turjaškem grbu. Sama beseda tur je prinesena v naše kraje okoli leta 400 p.n.š. ob Galski kolonizaciji; v njihovem jeziku pomeni tur gorovje. Po Valvasorju naj bi na mestu današnjega gradu nekoč stalo japodsko mesto Aurupium.